# 2456 Palamedes
A 2456 Palamedes (ideiglenes jelöléssel 1966 BA1) egy kisbolygó a Naprendszerben. A Bíbor-hegyi Obszervatórium kutatói fedezték fel 1966. január 30-án. A Jupiter pályáján keringő Trójai csoport tagja.